# 内森·博尔
内森·博尔（英語：Nathan Bor，1913年3月1日—1972年6月13日），美国男子拳击运动员。他曾代表美国参加1932年夏季奥林匹克运动会拳击比赛，获得男子135磅级铜牌。他在奥运后成为职业选手。